# Червеношийкова завирушка
Червеношийковата завирушка (Prunella rubeculoides) е вид птица от семейство Завирушкови (Prunellidae).

## Разпространение и местообитание
Разпространен е в Бутан, Индия, Китай, Непал и Пакистан.